# Bioanorganische Chemie
Die bioanorganische Chemie ist ein interdisziplinärer Forschungszweig der Chemie. Das Ziel der bioanorganischen Chemie ist die Aufklärung der Funktion klassisch anorganischer Elemente, wie etwa der Metalle, aber auch „anorganische“ Nichtmetalle wie Iod (z. B. in Thyroxin und Triiodthyronin) oder Selen (z. B. Selenocystein), in Lebensprozessen.
In lebenden Organismen treten Metalle meist in den aktiven Zentren von Proteinen (Enzymen) auf. Diese Metalle sind für die Funktion der Enzyme unentbehrlich. Ein Metallaustausch führt zum Verlust oder einer Änderung der Funktion. Metalloproteine können als Metallkomplexe mit außerordentlich großen Liganden aufgefasst werden.
Zum Forschungsfeld der Bioanorganik gehört auf der einen Seite die Untersuchung und Strukturaufklärung von Metalloenzymen, indem die betreffenden Proteine durch Expression und weitere Aufreinigungsschritte gewonnen werden. Die Untersuchungen reichen von der Anwendung verschiedener physikalischer und spektroskopischer Methoden bis zu Röntgenbeugungexperimenten an Protein-Einkristallen zur Strukturbestimmung. Gerade die Gewinnung von Proteinen in einkristalliner Form stellt eine der größten Herausforderungen und Schwierigkeiten der Bioanorganischen Chemie dar. Die Ergebnisse dieser Untersuchungen werden genutzt, um neue Erkenntnisse über den Ablauf der enzymatischen Katalyse zu gewinnen, über die letztlich alle Lebensprozesse ablaufen.
Andererseits hat sich, gerade weil die Arbeit mit den Proteinen ein aufwändiges, ressourcenintensives Forschungsgebiet ist, mit der Modellierung enzymatischer Systeme mit niedermolekularen Koordinationsverbindungen ein zweiter Zweig der bioanorganischen Chemie gebildet. In diesem Bereich wird versucht, mit der systematischen Erforschung neuer Metallkomplexe spektroskopische und funktionelle Eigenschaften zu imitieren. Auf diesem Weg lassen sich Erkenntnisse z. B. über den Prozess der enzymatischen Katalyse gewinnen, die dann auf das natürliche Vorbild übertragen werden können.
Einige Metalloproteine (beteiligtes Metall, Funktion, Koordination):
- Hämoglobin (Eisen, Sauerstofftransport, Porphyrin)
- Myoglobin (Eisen, Sauerstofftransport, Porphyrin)
- Hämerythrin (2 Eisen, Sauerstofftransport, Aminosäuren)
- Methan-Monooxygenase (2 Eisen, Oxidation von Methan zu Methanol, Aminosäuren)
- Hämocyanin (2 Kupfer, Sauerstofftransport, Aminosäuren)
- Catechol-Oxidase, Tyrosinase (verschiedene Metalle u. a. Cu oder Fe, Oxidation von Catecholen und Phenolen, Aminosäuren)
- Oxygen evolving complex im Photosystem II (4 Mangan, 1 Calcium, Oxidation von Wasser bei der Photosynthese)